# Ояма (посёлок)
Ояма (яп. 小山町 Ояма-тё:) — посёлок в Японии, расположенный в уезде Сунто префектуры Сидзуока. Площадь города составляет 136,13 км², население — 19 450 человек (1 августа 2014), плотность населения — 142,88 чел./км².

## География
Ояма расположена у подножия горы Фудзи, в северо-восточной части префектуры Сидзуока. Граничит с городами Фудзиномия и Сузука.

## История
Современный посёлок Ояма был образован 1 апреля 1955 года в результате слияния нескольких деревень. Исторически регион развивался как сельскохозяйственный район.

## Экономика
Основные отрасли экономики:
- Сельское хозяйство (выращивание чайных листьев)
- Туризм (благодаря близости к горе Фудзи)
- Автоспорт (на территории посёлка расположена трасса Фудзи Спидвей)

## Достопримечательности
- Фудзи Интернейшнл Спидвей — гоночная трасса, принимающая соревнования Формулы-1
- Фудзи-Ояма — синтоистское святилище
- Чайные плантации

## Известные жители
- Масу Усуи (1910—2025) — японская супердолгожительница

## Транспорт
Основные транспортные связи:
- Железнодорожная линия Минамифудзи
- Автомагистраль Тюо